# Valerie on the Stairs
"Valerie on the Stairs" és el vuitè episodi de la segona temporada de Masters of Horror. L'episodi va ser dirigit per Mick Garris i es basa en la història homònima de Clive Barker.

## Argument
Rob Hanisey (Tyron Leitso) és un escriptor sense èxit que ha estat abandonat per la seva xicota Anna. Després del suïcidi de l'anterior inquilí, Terry, en Rob és acceptat a la casa Highberger, on té trobades estranyes amb una bella noia, Valerie (Clare Grant), que li demana ajuda. Els altres inquilins, especialment Patricia Dunbar, estan molestos amb el soroll que fa quan persegueix la Valerie. Només Bruce Sweetland es manté amigable. Valerie li demana a Rob que la salvi de la Bèstia (Tony Todd), però és capturada violentament i presa dins d'una paret per una força sobrenatural fosca. Això dona lloc a episodis més intensos de Rob cridant a la paret, cosa que fa que els altres inquilins siguin més enfadats, excepte en Bruce i el vell Everett Neely (Christopher Lloyd).
Bruce i Rob parlen de l'existència de la Valerie, cosa que a Bruce li fa gràcia. En Rob descobreix un manuscrit titulat Valerie on the Stairs escrit per Bruce, Patricia i Everett. Aquest descobriment enfureix en Bruce i ataca en Rob. Més tard, Valerie apareix a l'habitació d'en Bruce, que està sorprès que estigui viva; apareix la Bèstia i assassina Bruce. En Rob visita l'Everett i descobreix un antic cartell de la pel·lícula que representa la Bèstia. La pel·lícula va ser una adaptació de la novel·la de Neil Everest, que resulta ser el nom real d'Everett. Rob s'enfronta a ell però ell nega l'existència de la Bèstia i la Valerie. Després de descobrir el cos d'en Bruce, en Rob està segur que la Valerie i la Bèstia són la creació de Bruce, Patricia i Everett, i van cobrar vida. Enfadada, la Patricia marxa per fer les maletes i marxar. Just aleshores, la Valerie apareix per a un últim petó. Resulta que Patricia va crear Valerie com un amor ideal per a ella. Tanmateix, la Bèstia també assassina la Patricia. En Rob i l'Everett la troben morint, i després d'una acalorada discussió, Everett confessa que van escriure tota la història junts i que no van poder deixar de continuar la tortura i l'horror, que era l'especialitat d'en Bruce.
En Rob trenca un forat a la paret i li pregunta a Everett què hi ha. Everett admet que és la cambra de tortura de la Bèstia i li van donar de menjar moltes noies desafortunats. Comença a sospitar que Rob ha de ser la creació de Bruce, cosa que Rob no creu. Entren a la cambra i troben els esquelets de les noies atrets a dins. Una d'elles és Anna, que assassina Everett. Rob troba la Bèstia i, lluitant per la Valerie, mata el monstre.
Rob obliga a la Valerie a sortir al descobert contra la seva voluntat i ella es vaporitza. La policia arriba i ordena a Rob que es rendeixi. En Rob observa horroritzat com la seva pell es torna blanca amb paraules mecanografiades, i el seu cos es transforma en pàgines mecanografiades. L'últim diu: "I així va passar que Rob Hanisey no es va convertir mai en un autor publicat".

## Repartiment
- Tyron Leitso – Rob Hainsey
- Clare Grant – Valerie
- Christopher Lloyd – Everett
- Tony Todd – Bèstia

## Recepció
Jon Condit de Dread Central va valorar l'episodi 1/5, afirmant que, "Per dir-ho de manera succinta (i si us plau, perdoneu el símil), veure 'Valerie on the Stairs' és tan agradable com caure en un vol". Danette Chavez de The A.V. Club va escriure: "Ni tan sols la presència de l'incondicional de l'horror Tony Todd pot estar a l'alçada de 'Valerie On The Stairs', un tractat avorrit sobre el poder de la paraula escrita." Ian Jane de DVD Talk va opinar que, malgrat una bona premissa, material font de qualitat i actuacions destacades de Todd i Lloyd, "La pel·lícula només se sent coixa, la història no té l'impacte que necessita per arribar realment a casa i no es mou prou ràpid perquè puguem mirar més enllà, encara que hi hagi moments en què sembla que ho està intentant."